# یوزفین تورای
یوزفین تورای (دانمارکی: Josephine Touray؛ زادهٔ ۶ اکتبر ۱۹۷۹) بازیکن هندبال اهل دانمارک بود.
از افتخارات وی می‌توان به کسب مدال طلا به‌همراه تیم ملی هندبال زنان دانمارک در بازی‌های المپیک تابستانی ۲۰۰۴ اشاره کرد.